# Voluntarisme (libertarisme)
Voluntarisme is een filosofie die de initiatie van geweld en dwang bestrijdt. Het woord initiatie wordt hier gebruikt om aan te geven dat voluntarisme, in tegenstelling tot pacifisme niet tegen zelfverdediging is. Dit principe is ook bekend als het non-agressieprincipe of de non-initiatie van geweld en is de basis voor het libertarisme. Voluntaristen steunen het bestaan van eigendomsrechten voor individuen. Schending van het eigendomsrecht wordt gezien als een vorm van geweld of dwang. Vrijwillig handelen wordt gezien als het handelen in afwezigheid van geweld en dwang.
Voluntaristen zien de daden van de overheid als initiatie van geweld en dwang en zijn voorstander van individuele soevereiniteit en de afschaffing van de overheid. Deze vorm van maatschappelijke inrichting gaat onder de naam van 'anarchokapitalisme' en '(vrije) markt anarchie'.

## Eigendomsrecht
In de wereld zijn bepaalde objecten schaars en anderen overvloedig. In het geval van schaarste kan er conflict optreden over wie wat mag beheersen. Eigendomsrecht is het alleenrecht om bepaalde objecten (het eigendom) te beheersen. Eigendomsrecht op een object wordt verkregen door vrijwillige uitwisseling van bestaand eigendom of door het verwerven van objecten die niemands eigendom zijn, uit de wildernis. Voor dit verwerven van eigendom uit de wildernis kan men verschillende principes bedenken:
- John Locke's homesteading principe stelt voor dat eigendom wordt verworven uit de wildernis door eigen arbeid te vermengen met een object uit de wildernis (bijvoorbeeld land). Dit wordt ook wel de arbeidstheorie van eigendom genoemd.
- Robert LeFevre stelt voor dat eigendom wordt verworven door het simpelweg te claimen. Dit kan gebeuren door plaatsing van een hek om een stuk grond.
- Hans-Hermann Hoppe vindt dat de persoon die de meest directe beheersing heeft over een object de eigenaar is. Dit verklaart waarom iemand eigenaar is van zijn eigen lichaam en waarom de eerste persoon die een object beheerst de eigenaar is.
- Ayn Rand vindt dat eigendomsrecht geldt voor een actie verricht op een object en niet het object zelf. Het is het recht op het product van je actie, voor zover dit niet conflicteert met andermans acties. Volgens Rand wordt eigendom verkregen door creatie van een product. Er is sprake van creatie van een product indien het product niet zou bestaan zonder de actie van de maker. Volgens Rand is eigendom altijd intellectueel. Volgens Stephan Kinsella zijn de begrippen intellectueel eigendom en materieel eigendom onverenigbaar omdat de eerste inbreuk maakt op de tweede.

Het bestaan van eigendomsrechten wordt door voluntaristen als volgt aangetoond. Iedere persoon is eigenaar van zijn of haar lichaam, anders zou je immers niet mogen ademhalen. Om te leven moeten mensen voedsel tot zich nemen, dus eigendomsrecht op voedsel is nodig. Om voedsel te verkrijgen moeten mensen in staat zijn dat te verbouwen of te jagen, dus is eigendomsrecht op land, vee, enzovoort nodig.

## Cardinaal en ordinaal nut
Voluntarisme steunt het idee dat uitwisseling van bezittingen gebaseerd op wederzijdse instemming resulteert in een toename van het economische nut (geluk of blijheid). Voluntarisme bestrijdt het bestaan van een objectieve (niet subjectieve) getalsmatige maat voor nut (ook wel genoemd cardinaal nut) zoals gebruikelijk in het Utilitarisme. Echter het voluntarisme erkent wel het bestaan van ordinaal nut. Zo is het bijvoorbeeld niet mogelijk om te zeggen dat het doden of het bestelen van één hutu het geluk van de maatschappij in Rwanda zou kunnen doen toenemen indien er maar voldoende tutsi's gelukkiger van zouden worden. Daarentegen kan bij een vrijwillige uitwisseling van eigendom wel een ordening gemaakt worden op basis van (ordinaal) nut tussen de situatie voor en na de uitwisseling omdat beide partijen zullen claimen dat ze er beter op zijn geworden.